# ¡Ay güey!
¡Ay Güey! es una serie mexicana producida por Rodolfo de Anda Gutiérrez y Carlos Meléndez Val. para Televisa en su plataforma Blim en el 2017.
Protagonizada por Alejandra Ambrosi y Vanessa Terkes, cuenta con la presencia antagónica de Salvador Zerboni y María Adelaida Puerta y la participación estelar de la primera actriz Diana Bracho.
Fue estrenada el 24 de diciembre de 2017, y cuenta con 1 temporada de 13 episodios.

## Sinopsis
Narra la historia de Susana (Alejandra Ambrosi) y Verónica (Vanessa Terkes), dos chicas que inesperadamente se tropiezan con una maleta que contiene 10 millones de dólares, y a partir de ese momento se ven inmersas en una singular huida, para escapar de los maleantes que las persiguen para recuperar su dinero. En esa fuga, Susana y Verónica son confundidas con dos ricas herederas, lo que las enfrentará a un mundo totalmente desconocido para ellas. 

## Reparto
- Alejandra Ambrosi - Susana
- Vanessa Terkes - Verónica
- Diana Bracho - Sra. Beatriz Rothstein
- Salvador Zerboni - José "Pepe"
- María Adelaida Puerta - Kiki de los Monteros
- Leonardo García Vale - Oscar
- Mario Escalante - Boiler
- Salvador Pineda - Don Jesús "Chuy"
- Juan Carlos Colombo - Lic. Jáuregui
- Gabriela Zas Montero - July
- Raúl Román - Rolando
- Esteban Franco - Comandante Bermúdez
- Patricia Conde - Sra. De la Peña
- Eduardo Manzano Jr. - Director
- Ramón Medina - Carmelo
- David Caro Levy - Gustavo Ponce
- Javier Ponce - Sebastián
- Hanibal Yesbel - Tony